# Anatolij Ivanovič Luk'janov
Anatolij Ivanovič Luk'janov (Smolensk, 7 maggio 1930 – Mosca, 9 gennaio 2019) è stato un politico e scrittore sovietico, dal 1991 russo.

## Biografia
Luk'janov frequentò la facoltà di legge all'Università Statale di Mosca, dove conobbe Michail Gorbačëv. Da studente universitario entrò a far parte del Komsomol, l'organizzazione giovanile comunista. Nel 1953 conseguì la laurea in legge e nel 1955 entrò a far parte del PCUS.
Dal 1956 al 1961 svolse l'attività di consulente legale del Consiglio dei Ministri; dal 1961 al 1976 lavorò per il Soviet Supremo dell'Unione Sovietica e dal 1976 al 1988 lavorò nell'apparato del PCUS. Nel 1987 fu nominato segretario del Comitato Centrale del PCUS, nel settembre 1988 divenne membro supplente del Politburo e nell'ottobre dello stesso anno primo vicepresidente del Praesidium del Soviet Supremo dell'URSS. Nel 1989 divenne vicepresidente del Soviet Supremo dell'URSS e nel marzo 1990 venne eletto presidente dello stesso Soviet Supremo. Il 29 agosto del 1991 fu arrestato con l'accusa di complicità nel colpo di Stato sovietico del 1991 e sospeso dalla carica di presidente del Soviet Supremo, ma negò il suo coinvolgimento nell'accaduto. Dopo qualche mese di carcere venne liberato e successivamente amnistiato. Nel 1993 fondò insieme a Gennadij Zjuganov il Partito Comunista della Federazione Russa e, presentatosi alle elezioni, fu eletto deputato alla Duma nel 1993, 1995 e 1999. Nel 2003 non partecipò alle elezioni ed entrò a far parte del consiglio di amministrazione di una compagnia chiamata OEG Petroservis.
Oltre ad avere svolto attività politica, Luk'janov ha pubblicato alcuni libri di poesia sia con il suo nome che con gli pseudonimi Osenev e Dneprov.

## Onorificenze
- Ordine della Bandiera rossa del lavoro (1960)
- Ordine della Rivoluzione d'ottobre (1970)